# Cueva de la Leona

Cueva de la Leona o Cañadón la Leona, es un yacimiento arqueológico ubicado en la orilla oriental de la laguna Blanca, a 12 km de la Ruta 9, en la comuna de Laguna Blanca, Región de Magallanes, Chile. Fue declarada Monumento Histórico, mediante el Decreto Nº138 en el año 1968, incluyéndose 500 metros a su alrededor, y Monumento Arqueológico según lo establecido por el artículo 21º de la Ley 17.288 de Monumentos Nacionales. El año 2015 se instala un letrero informativo del sitio.

## Antecedentes geomorfológicos
La cueva corresponde a una formación de piedra volcánica-sedimentaria tipo toba, en cuyo valle emerge un chorrillo de agua dulce que desemboca en la laguna Blanca. La  particularidad de estas geoformas se debe al proceso de derretimiento del Glaciar Seno Skyring en su desagüe hacia la laguna Blanca. Esto ha generado un interés geológico, debido al aporte en la comprensión de los procesos de formación del territorio regional. 
Los aleros y cuevas a lo largo de paredones son espacios que han servido de resguardo para la fauna local, especialmente para  aves como las bandurrias, las que nidifican en el lugar. También han sido encontrados restos paleontológicos adosados a las paredes.

## Arqueología
El Cañadón la Leona fue descubierto y excavado por primera vez, en noviembre de 1935, por el arqueólogo Junius Bird, luego de un trabajo de prospección en área. Fue la primera excavación realizada por él en la región de Magallanes. El arqueólogo identificó cinco refugios, de los cuales excavó intensivamente el último, logrando recolectar una cantidad significativa de material. Posteriormente, en la década de 1960, Lamming-Emperaire continuó con los trabajos en el sitio. Desde la década del 70, diversos trabajos nacionales se han realizado en la cueva, como las de Omar Ortiz-Troncoso (1970), Luis Felipe Bate (1970-71),  Prieto, Morello, Cárdenas y Christensen (1998). Estos últimos, siendo parte del Centro de Estudios del Hombre Actual, Instituto de la Patagonia de la Universidad de Magallanes, excavaron en 1995 y 1997 en el alero 5 con la finalidad de obtener fechados, y así ubicar cronológicamente al sitio, ya que éste no poseía dataciones radiocarbónicas anteriores. Para esto, recolectaron muestras de carbón vegetal de fogones encontrados en los niveles XV, XVII, XVIII y XX , los que dieron como resultado que el componente arqueológico de Cueva de la Leona 5 tiene una cronología entre 1.740 ± 70 y 2.280 ± 60 años AP, es decir, los humanos que ocuparon el sitio, corresponden a cazadores recolectores terrestres, específicamente grupos Aonikenk o Tehuelches, del periodo Medio y Tardío.

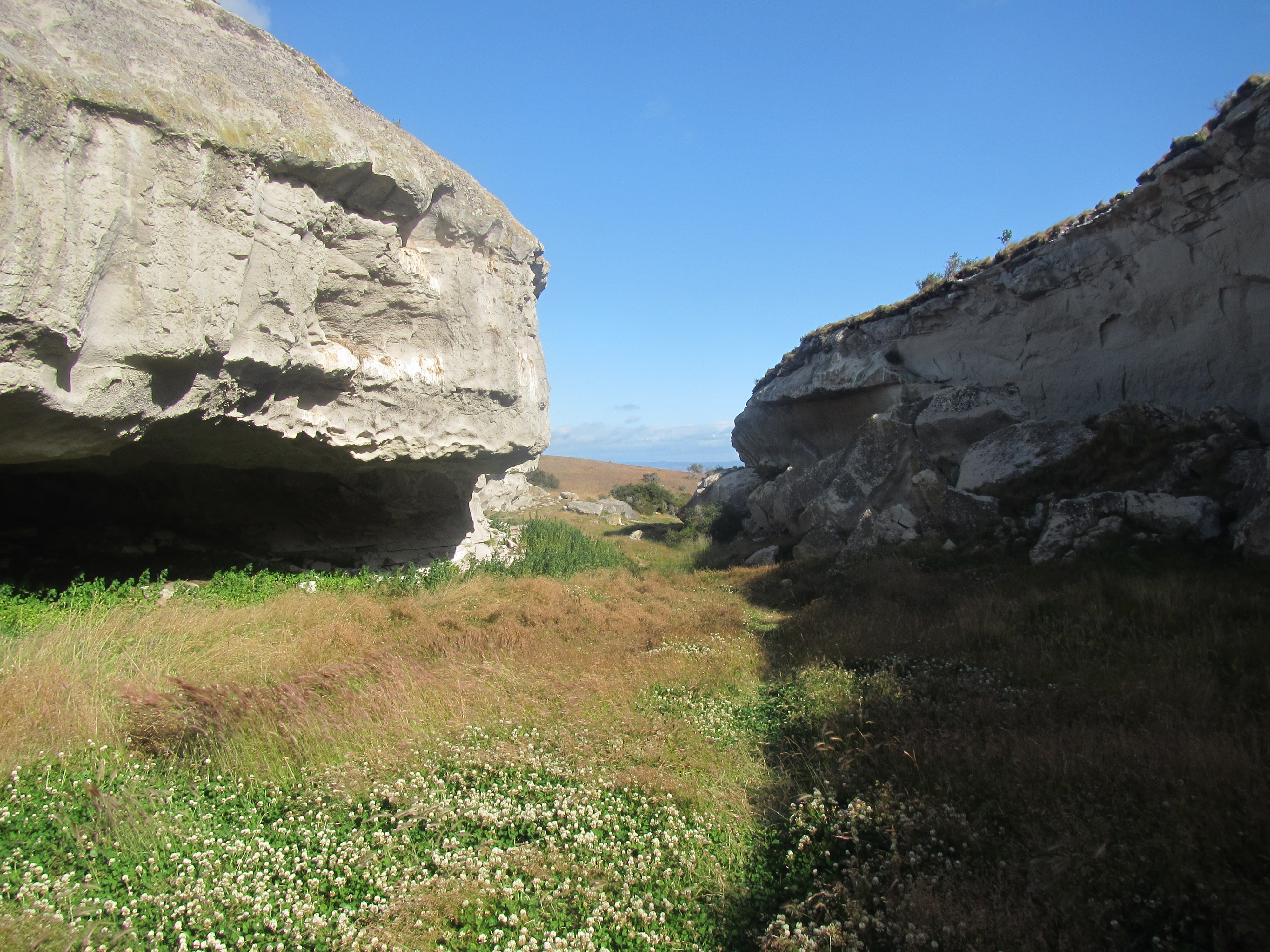
Refugio en Cueva de la león la Leona

Los hallazgos en Cueva de la Leona han demostrado que el sitio tiene un gran potencial arqueológico, con casi 5.000 instrumentos y fragmentos de material lítico, alrededor de 200 instrumentos de hueso, arte rupestre y enterratorios humanos. Sin duda, los resultados de las distintas campañas de investigación son significativos para la comprensión de la ocupación humana en la Patagonia austral.

### Material lítico
Las distintas campañas de excavación del sitio, específicamente en el refugio N°5, permitieron hallar una cantidad y variedad de lascas de distintos tamaños, como también instrumentos líticos, dentro de los cuales la mitad corresponde a raspadores, y en menor medida, raederas, tajador, cepillo, piezas bifaciales, fragmento de bolas, una punta bifacial del período IV de Bird, entre otros. La materia prima más recurrente es el sílice y luego el basalto, pero también se encontraron materiales en jaspe, madera petrificada, toba basáltica y 21 artefactos de obsidiana negra y verde. Esta última ha insertando a Cañadón La Leona dentro de la discusión regional en arqueología, sobre la fuente de aprovisionamiento, dispersión de esta materia prima, movilidad e interacción con otros grupos de la Patagonia, etc.

### Material Óseo
Han sido hallados en los distintos niveles de las excavaciones de la cueva, cerca de 200 restos óseos de guanaco, específicamente extremidades, con cortes perimetrales y semi perimetrales, cuya función ha sido atribuida como herramientas para la confección de bolas líticas para boleadoras.

### Arte Rupestre

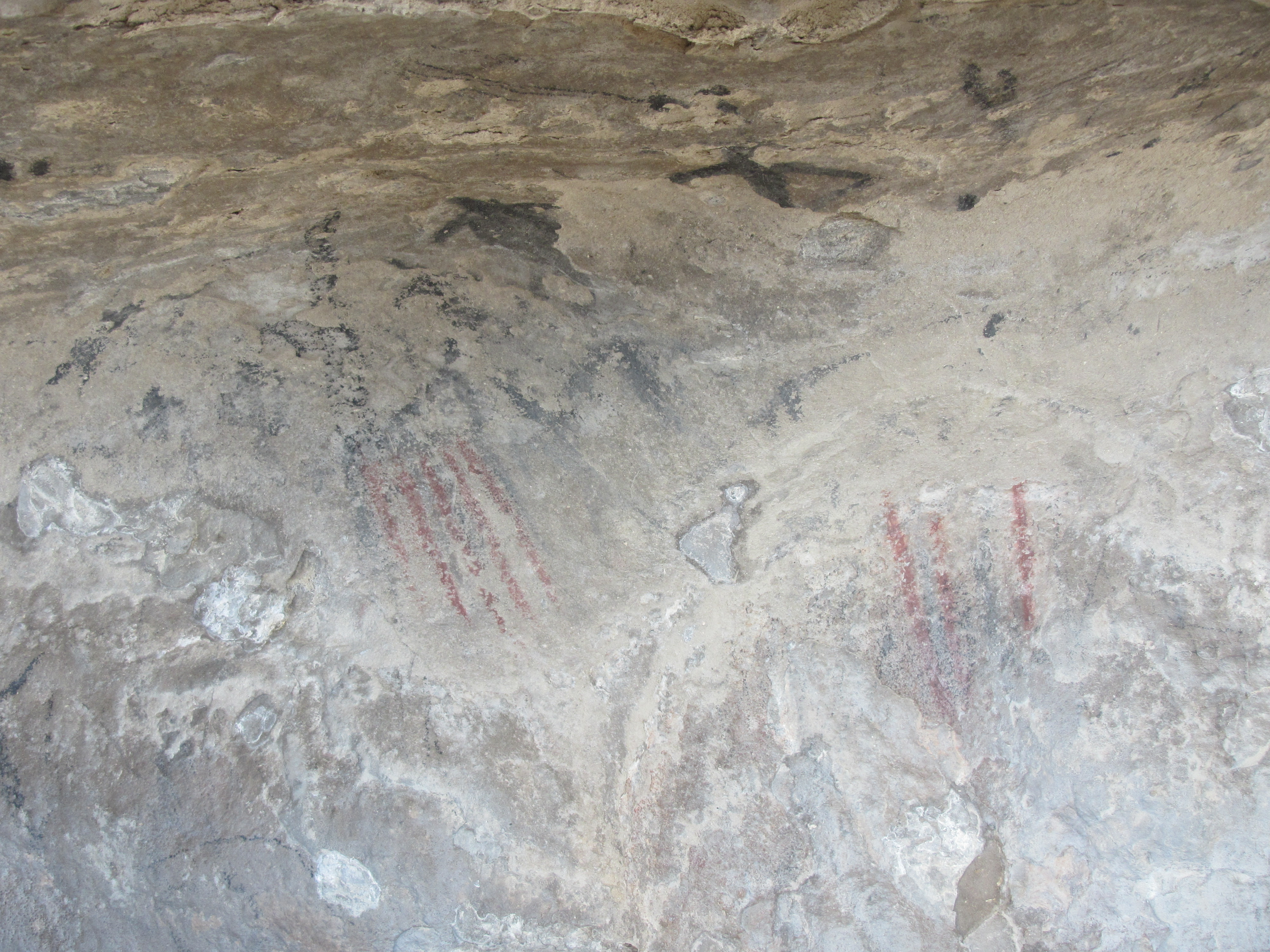
Arte rupestre en uno de los Aleros de la Cueva

El arte rupestre ha sido estudiado por Felipe Bate, quien describe los motivos como franjas rojas, con bordes negros. Las abundantes figuras representan figuras antropomorfas, las cuales están pintadas en color negro, rojo y en menor medida en rojo con borde negro. Igualmente se pueden observar dibujos lineales en negro, figuras geométricas, zoomorfas, puntos y un ‘’rastro de avestruz’’. La pintura negra estaría compuesta por un tipo de aluminosilicato mezclado con algún elemento a base de carbón, el cual no corresponde a madera, pero si pudiere provenir de cenizas de algún otro elemento quemado, o hueso carbonizado y luego molido.
Esta evidencia es parte de la abundante cantidad de arte rupestre en la Patagonia chilena, la cual Bate, para el caso de la región de Magallanes, asigna al "estilo de símbolos complicados" en la clasificación de Menghin (por lo menos en alguna etapa cronológica).

### Enterratorios humanos
En las excavaciones realizadas por Bird, fueron hallados dos enterratorios. Sin embargo, la información descriptiva sobre la excavación y los restos óseos del entierro 1 se perdieron, por tanto las investigaciones posteriores sobre la evidencia funeraria se basan en el segundo enterratorio, el cual corresponde a una inhumación colectiva ubicada en la capa 10 de la zanja. Se estima que los entierros se ubican en el Holoceno tardío, entre 2.300 y 2.500 años AP.
Los individuos, 6 adultos y dos sub-adultos, se encuentran en general incompletos y en posición decúbito lateral izquierdo, los miembros inferiores flexionados y los superiores extendidos hacia la pelvis. Se detectó la presencia de ocre en el sedimento a su alrededor y en la superficie de distintos segmentos esqueletales en la mayoría de los individuos. Por tanto, es posible que el pigmento rojo fuera utilizado directamente sobre los cuerpos, o bien, estos fueran envueltos con un material pintado con ocre. Lo que es concordante con un patrón mortuorio que ha sido ampliamente descrito para la pampa patagónica.

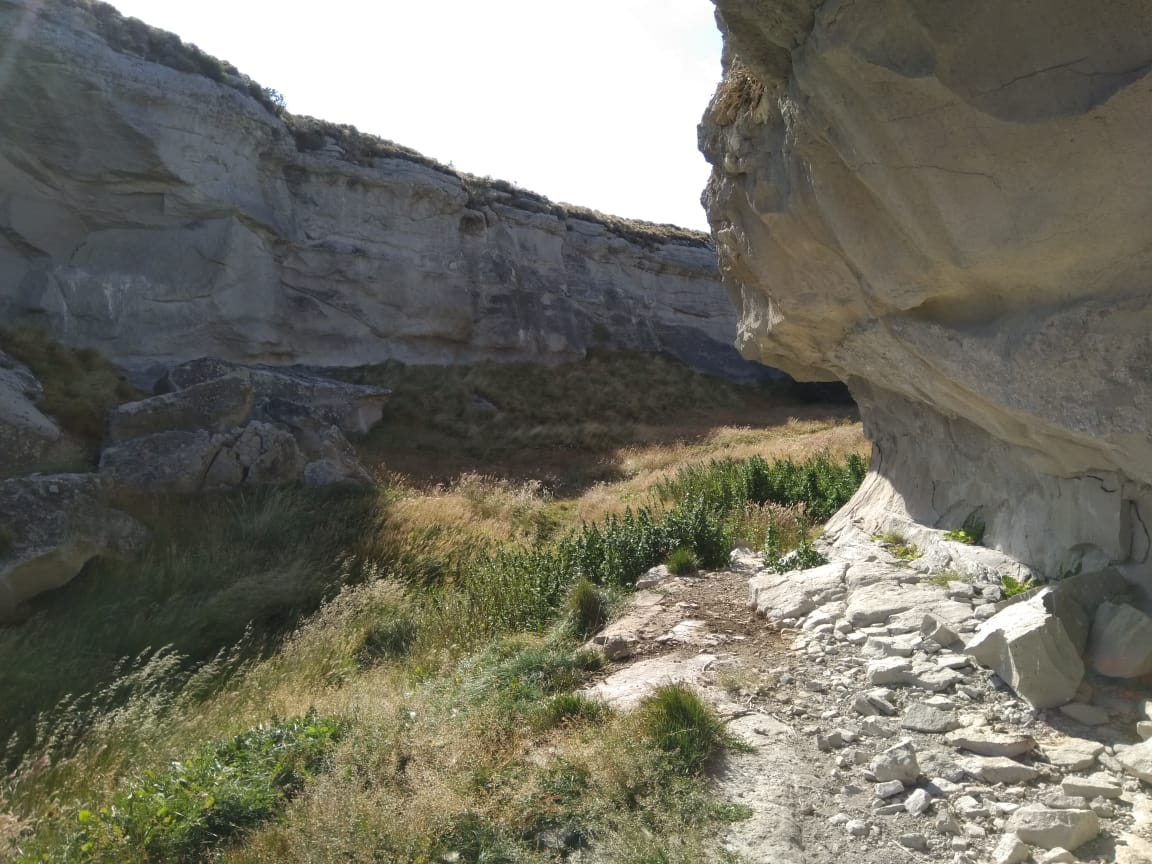
Vista desde el Cañadón la Leona

### Estado de conservación
El estado de conservación del inmueble es malo. El paso de los años y el agente climático han sido un factor significativo en el deterioro de las pinturas de arte rupestre, algunas de las cuales se han perdido. Sin embargo, la intervención antrópica actual es otro factor sumamente perjudicial, sobre todo, al ser el sitio, conocido a nivel regional, ya que a pesar de ser un Monumento Histórico y estar ubicada dentro de un terreno privado, el cerco existente posee una entrada para visitantes. Por lo que se ha podido  encontrar desechos actuales de comestibles, conchas de mariscos, botellas, papel higiénico, fogones bajo los aleros, y aún más grave, rayados en varias de las paredes de los aleros.